# عبد العزيز حمود الزيد
عبد العزيز بن حمود الزيد (25 أكتوبر 1965) هو دبلوماسي سعودي، شغل منصب سفير خادم الحرمين الشريفين لدى السويد من 12 يناير 2017 وحتى 21 أبريل 2021.